# Nicéphore III Botaniatès
Vous lisez un « article de qualité » labellisé en 2020.
Nicéphore III Botaniatès ou Botaneiates ou Botaniate (grec : Νικηφόρος Γʹ Βοτανειάτης), né vers 1001 et mort en 1081, est empereur byzantin du 24 mars 1078 au 4 avril 1081.
Issu d'une famille aristocratique d'Anatolie, il s'illustre par ses talents de chef militaire à plusieurs occasions et sur différents fronts, dans le contexte d'un Empire byzantin à son apogée depuis la mort de Basile II en 1025 mais en butte à des menaces extérieures nouvelles et à une instabilité interne grandissante avec la fin de la dynastie macédonienne. De par son influence, Nicéphore est assez vite un acteur des crises et des révoltes qui secouent le monde politique byzantin. Il soutient ainsi Isaac Ier quand il prend le pouvoir en 1057, avant d'être exilé par Romain IV Diogène et de revenir en grâce sous Michel VII après la bataille de Mantzikert. Néanmoins, mécontent de la tournure des événements qui voit la pénétration de plus en plus marquée des Seldjoukides en Asie Mineure, il finit par se détourner de l'empereur et se révolte contre lui en 1078. Soutenu par une partie notable de l'élément anatolien de l'Empire, inquiet pour son avenir, il parvient à s'emparer du trône, alors même qu'une autre révolte venue d'Europe vise aussi Constantinople.
D'emblée, le règne de Nicéphore est marqué par la lutte incessante contre des complots et des soulèvements à différents endroits de l'Empire. Il se montre incapable d'installer solidement sa légitimité dans un jeu politique caractérisé par des luttes d'influence et une compétition entre différentes branches de l'aristocratie. S'il tente d'acheter la loyauté de la population, de l'armée ou de puissantes familles par une politique de cadeaux qui fragilise le trésor impérial, il est dépassé par les défis nombreux auxquels fait face l'Empire, en particulier l'avancée des Seldjoukides en Anatolie ou encore le débarquement des Normands de Robert Guiscard dans les Balkans. Bientôt, ses soutiens s'amenuisent et c'est de la famille des Comnènes, un temps loyale à sa cause, que le soulèvement décisif intervient en 1081. Porté par Alexis Comnène, il rassemble un parti suffisamment fort pour prendre Constantinople au début du mois d'avril. Nicéphore abdique et se retire dans un monastère où il meurt quelques mois plus tard. L'installation de la dynastie des Comnènes marque le début d'une nouvelle phase dans l'histoire de l'Empire byzantin.

## Sources

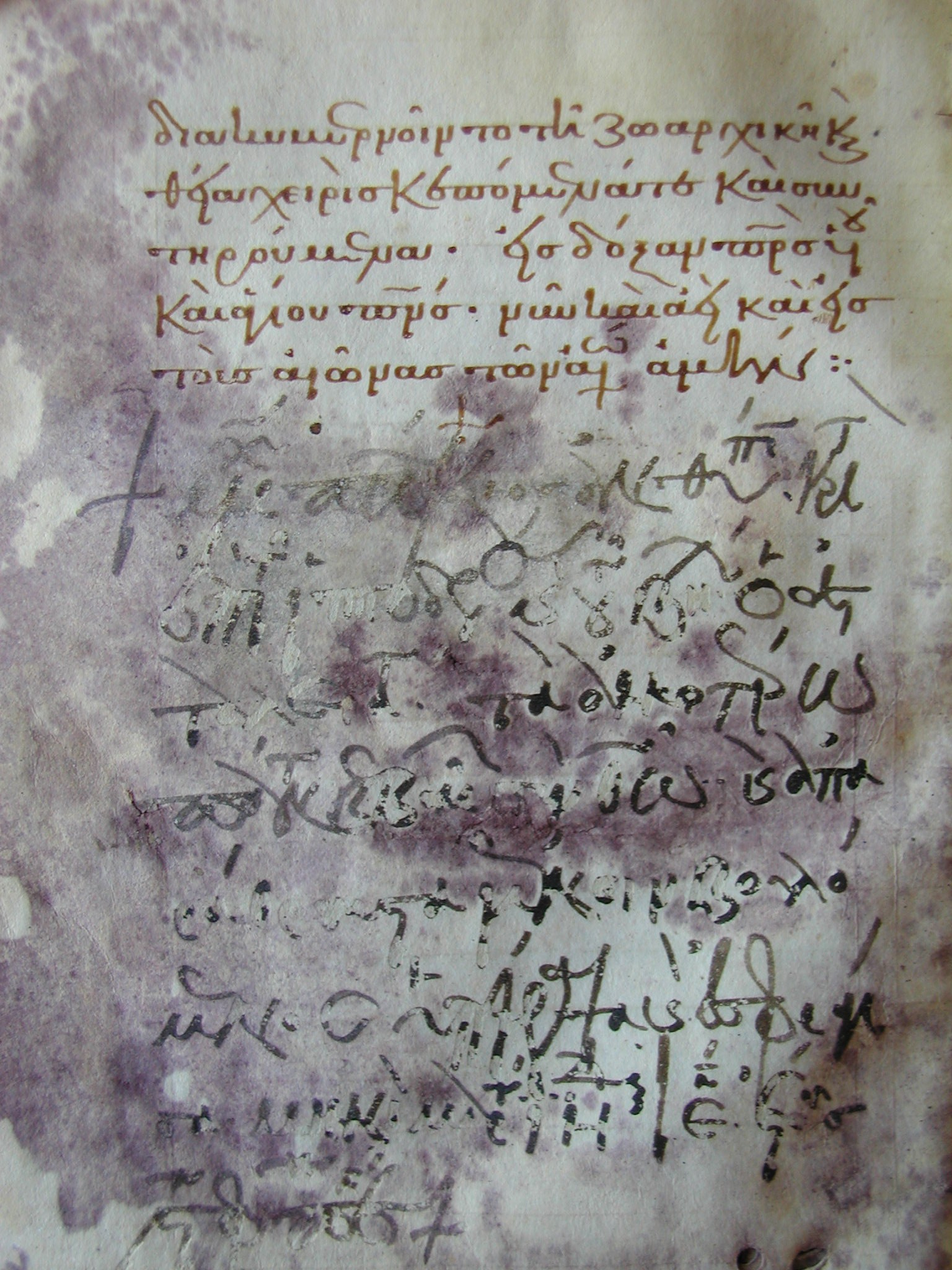
Signature de Michel Attaleiatès tirée d'une page manuscrite de la Diataxis. Bibliothèque nationale de Grèce.

La source la plus riche du règne de Nicéphore III est L’Histoire écrite dans les années 1070 par l’historien Michel Attaleiatès. C’est un contemporain de l’empereur et il se dissocie largement des écrits de Michel Psellos, dont la Chronographie est l’autre grand ouvrage de la période. Attaleiatès met en avant les mérites de Nicéphore et mentionne des actions ignorées d’autres textes, comme son rôle de chef de l’arrière-garde lors de la bataille de la passe de Zygos, à laquelle Attaleiatès consacre de nombreuses pages. Ce point de vue de l’auteur s'explique bien, car il a été élevé au rang de vestes par Nicéphore. À l’inverse, il est bien plus critique envers son prédécesseur, Michel VII Doukas. Il lui reproche largement la perte de l’Asie Mineure, dont il est originaire, à la suite de la bataille de Mantzikert. Il pourrait alors se faire le porte-voix d’une partie de la population byzantine qui a pu se sentir abandonnée. Dans le même temps, Nicéphore est lui-même originaire d’Anatolie et bénéficie donc d’un regard plus positif de Michel Attaleiatès,.
Michel Psellos défend une autre position à propos de Michel VII. Tous deux d’origine aristocratique, Michel Psellos se montre favorable à son égard et passe sous silence ses échecs ou ses difficultés, notamment son action en Asie Mineure ou la dévaluation de la monnaie byzantine.

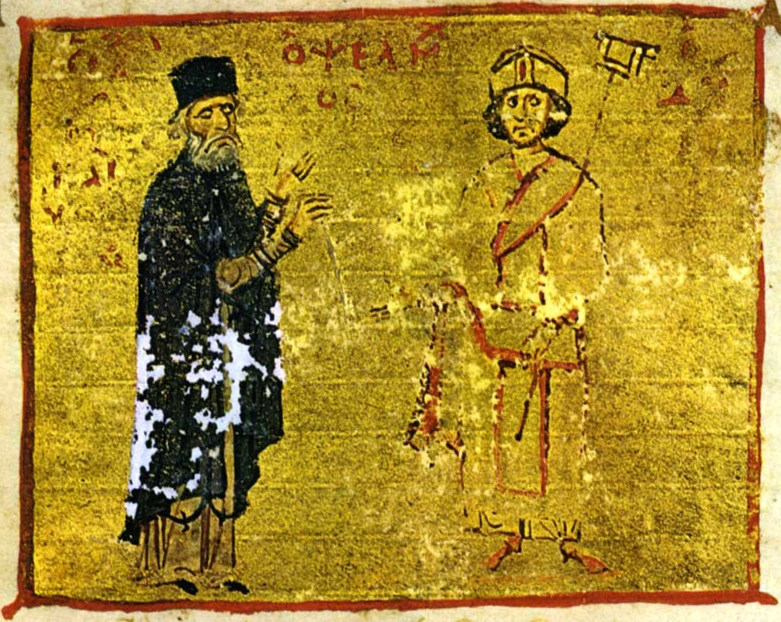
Miniature représentant Michel Psellos dispensant ses enseignements à Michel VII Doukas. Codex 234 du Monastère du Pantocrator du Mont-Athos,.

Enfin, l’Alexiade, texte centré sur Alexis Ier Comnène, est une autre source de valeur à propos de Nicéphore. Les passages qui lui sont consacrés sont probablement tirés des écrits de Nicéphore Bryenne le Jeune, le mari d’Anne Comnène, auteure du roman. Du fait même qu’elle est la fille d’Alexis et que celui-ci a renversé Nicéphore, son récit est naturellement défavorable à ce dernier et met surtout l’accent sur les actes de son père.
Les autres sources sont plus secondaires dans l’analyse de Nicéphore et de son règne. Il est brièvement mentionné dans Synopsis Historion de Jean Skylitzès, dont le déroulement s’arrête en 1057, mais plus en détail dans le Skylitzès continué, rédigé sous Alexis et favorable à celui-ci.
Guillaume d'Apulie, historien normand de la fin du XIe siècle offre une perspective extérieure sur le règne de Nicéphore, puisqu’il décrit l’offensive de Robert Guiscard à l’encontre des Byzantins en 1081. Du fait même qu’il est étranger à l’Empire, son opinion à l’égard de Nicéphore est relativement neutre. Nicéphore est aussi mentionné dans les récits de Matthieu d'Édesse et de Michel le Syrien, composés bien après la mort de l’empereur mais dont les avis sont quelque peu détachés des querelles politiques de l’époque. Si Michel le Syrien est très critique envers Michel VII, il semble suivre l’opinion de Michel Attaleiatès à l’égard de Nicéphore, sans rentrer dans les détails. Quant à Matthieu, il suit au contraire le texte de Michel Psellos. Par conséquent, il décrit en des termes peu amènes voire carrément dégradants, Nicéphore.

## Contexte général

L'Empire byzantin au milieu du XIe siècle.

Le monde byzantin de la deuxième moitié du XIe siècle est profondément troublé. À sa mort en 1025, Basile II a laissé un Empire puissant, presque au maximum de son expansion depuis Héraclius et bénéficiaire d'une prospérité économique ainsi que d'un renouveau intellectuel de premier plan. La dynastie macédonienne a su installer une légitimité dynastique inédite dans l'ordre politique romano-byzantin mais son extinction à la mort de Basile II puis de Constantin VIII en 1028 met cet édifice en péril. Les querelles de pouvoir s'accélèrent dès lors que plus aucun prétendant légitime au trône n'existe. Cette compétition, parfois schématiquement décrite comme une opposition entre des familles aristocratiques aux fonctions militaires et d'autres aux fonctions civiles, revêt en réalité une complexité assez grande. Ce sont des clans, constitués au gré d'alliances matrimoniales, de proximité géographique ou de préoccupations communes, qui s'affrontent. Ces grandes familles sont les Doukas, les Comnènes, les Diogènes ou encore les Mélissènes. Ces rivalités fragilisent immanquablement l'Empire alors que des peuples nouveaux se massent à ses frontières, dont les Turcs en Orient, les Normands qui envahissent l'Italie byzantine ou les Petchénègues au nord du Danube, tandis que l'économie souffre aussi de cette instabilité chronique et du coût des guerres civiles. C'est dans ce contexte fort troublé, marqué par les conséquences de la grave défaite de Mantzikert face aux Turcs en 1071, qu'intervient l'ascension puis le règne de Nicéphore III Botaniatès.

## Carrière avant la prise du pouvoir

### Origines familiales
Nicéphore est né en 1001 ou 1002 de l'union entre Michel Botaniatès et sa femme. Il appartient à la puissante famille militaire des Botaniatès, originaire des Anatoliques. Selon Attaliatès, tant le grand-père de Nicéphore (lui aussi prénommé Nicéphore) que son père Michel servent comme généraux sous Basile II, lors de ses conquêtes du Premier Empire bulgare et de ses guerres contre les Géorgiens. Il rajoute aussi que sa famille est liée à celle de l'empereur Nicéphore II Phocas et, plus largement, à la famille des Phocas. Il n'est pas impossible qu'il s'agisse d'une invention destinée à renforcer la légitimité de Nicéphore Botaniatès quand il arrive sur le trône mais Michel Psellos semble confirmer ce lien puisqu'il l'appelle Nicéphore III Phocas dans sa reproduction de la lettre de Michel VII à Nicéphore. Ce dernier se marie à une dénommée Vevdene puis épouse en secondes noces Marie d'Alanie, l'ancienne femme de Michel VII. Dans l'ensemble, peu de choses sont connues de la vie de Nicéphore avant 1053, si ce n'est qu'il sert comme officier sous Constantin IX Monomaque dans sa guerre contre les Petchénègues entre 1048 et 1053.

### Carrière militaire

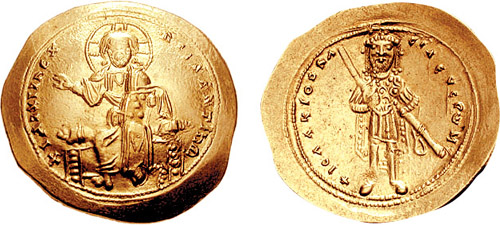
Histamenon d'or frappé sous Isaac Ier.

Nicéphore attire l'attention lors de la bataille de la passe de Zygos en 1053. Il couvre la retraite des troupes byzantines face au danger de poursuite des Petchénègues. Nicéphore ordonne alors à la cavalerie de maintenir une formation serrée pour l'empêcher d'être submergée et réduire les dommages infligés par les archers de cavalerie ennemis. En outre, il déploie des éclaireurs pour repérer les mouvements adverses et éviter toute embuscade. Les Petchénègues échouent à plusieurs reprises à rompre la formation byzantine. Ce combat s'étale sur onze jours, sans que les Petchénègues n'arrivent à réduire la résistance de Nicéphore, ni à obtenir sa reddition, bien qu'ils essaient d'abattre les chevaux par leurs flèches. Le combat continue alors à pieds et Nicéphore semble refuser de fuir à cheval, contribuant à maintenir le moral de ses hommes. Finalement, il parvient à guider ceux-ci à Andrinople et les Petchénègues se retirent. Constantin IX récompense Nicéphore du titre de magistros. Il est difficile de savoir dans quelle mesure Michel Attaliatès a pu grossir les exploits de Nicéphore mais son action semble à l'évidence établir sa réputation de général,.
Nicéphore apparaît ensuite dans la révolte d'Isaac Ier Comnène contre l'empereur Michel VI (1056-1057). Ce soulèvement a pour origine le favoritisme accordé par Michel à certaines branches de l'aristocratie, en particulier la haute administration de Constantinople contre certains militaires éminents dont Isaac. Si ce dernier tente d'abord de trouver un compromis, il se voit opposer une fin de non-recevoir insultante et réunit alors une importante armée avec d'autres généraux mécontents, dont Nicéphore. Le 20 août 1057 a lieu la bataille de Petroe entre les loyalistes et les rebelles, qui voit la victoire de ces derniers, au cours d'un des affrontements les plus sanglants lors d'une guerre civile byzantine. Isaac peut alors rentrer dans Constantinople et il devient le premier militaire à détenir le pouvoir suprême depuis la mort de Basile II en 1025,. Nicéphore est principalement mentionné pour avoir dirigé l'un des flancs des rebelles au cours de la bataille de Petroe et il aurait remporté un duel face à Randolf le Franc, l'un des mercenaires de Michel, peut-être avec l'aide de ses soldats. Cet épisode est rapporté indirectement par Jean Skylitzès et sa véracité demeure incertaine car les chroniques de l'époque romancent parfois de supposés duels pour valoriser l'un ou l'autre des participants,. En 1059, Isaac le nomme à la tête de la frontière danubienne où il reste jusqu'en 1064, bien après la déposition d'Isaac. A ce poste, il sauve notamment la vie du futur empereur Romain IV Diogène à l'occasion d'une campagne contre le royaume de Hongrie,.
Sous Constantin X Doukas (1059-1067), Nicéphore est fait dux du thème de Thessalonique et doit gérer les doléances de ce territoire, en particulier un contentieux entre le monastère d'Iveron du mont Athos et le gouvernement impérial. Celui-ci a confisqué des propriétés et des parèques du monastère, ce que ce dernier conteste. Nicéphore envoie Michel Spatharokandidatos pour enquêter et finit par décider que, sur la base d'un chrysobulle de Basile II qui a déclaré les propriétés du monastère exemptes de taxes, elles ne peuvent être confisquées par le gouvernement. En février 1062, il intervient à nouveau dans une dispute entre le monastère de la Grande Laure de l'Athos et Théodore d'Aichmalotou, un propriétaire local, à propos de la délimitation de leurs terres respectives et il tranche en faveur du monastère. Une autre affaire de cadastre intervient entre le monastère d'Iveron et l'évêque d'Ezoba. Il s'appuie alors sur les témoignages des habitants locaux pour accéder à nouveau aux demandes du monastère. Enfin, il tranche un désaccord entre le monastère d'Iveron et le Métochion du village de Melissourgos, qui a méconnu une précédente décision rendue par l'impératrice Théodora Porphyrogénète et que Nicéphore confirme.
En 1064, avec Basile Apokapès, archonte (magistros et dux) de Paristrion, il défend les frontières des Balkans contre l'invasion des Oghouzes, mais il est battu et subit l'humiliation d'être emmené en captivité. Cependant, une épidémie décime bientôt les Turcs et les prisonniers sont récupérés, tandis que les survivants sont rapidement recrutés dans l'armée byzantine. Il est ensuite nommé sur le front oriental comme dux d'Antioche vers 1065, en remplacement de Niképhoritzès. Il hérite d'une situation compliquée, avec une armée en sous-effectif et mal équipée, mais il parvient à repousser efficacement les différents assauts de l'émirat d'Alep grâce, notamment, à sa garde personnelle aguerrie et à ses qualités de tacticien. En revanche, il semble s'aliéner l'aristocratie locale qui finit par réclamer son départ.

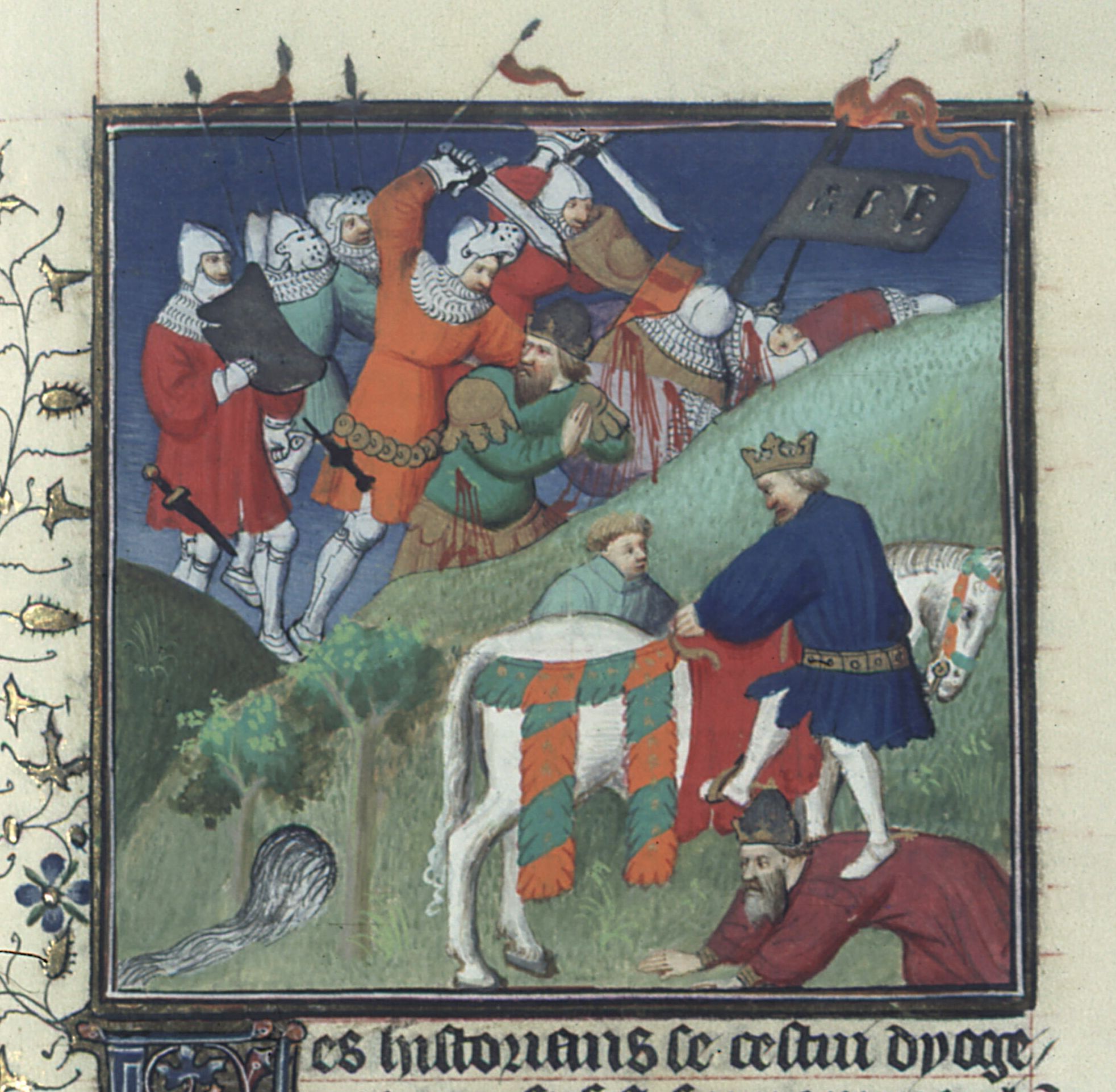
La bataille de Mantzikert, miniature du Maître de Bedford tirée d'un manuscrit du De casibus virorum illustrium, vers 1415-1425. BNF, Fr.225,.

En 1067, Constantin X décède et sa femme, l’impératrice Eudocie Makrembolitissa, hésite un temps à se marier avec Nicéphore, qui serait alors devenu empereur, mais elle jette finalement son dévolu sur Romain IV Diogène. L’empire est alors en butte à la pression grandissante des Seldjoukides sur la frontière orientale, qui menace la région d’Antioche, l’Arménie voire la Cilicie. Tant Eudocie, le patriarche Jean VIII Xiphilin que le Sénat byzantin s’accordent pour désigner un candidat capable de contrecarrer cette menace. Si Nicéphore a pour lui son expérience militaire, y compris en Orient, il est encore marié tandis que Romain est déjà à Constantinople et n’a pas d’épouse, ce qui fait pencher la balance en sa faveur. Enfin, Mathieu d’Édesse affirme qu’Eudocie a une préférence personnelle pour Romain. Ce dernier ne tarde pas à exiler Nicéphore dans ses propriétés des Anatoliques et l’exclut de la campagne qu’il organise pour vaincre les Turcs, certainement parce qu’il doute de sa loyauté. Pour autant, peut-être pour le ménager, il le gratifie du titre de protoproèdre. Finalement, en 1071, Romain IV est vaincu et fait prisonnier à la bataille de Mantzikert. Sa légitimité atteinte par cette humiliation, un coup d’État porte au pouvoir Michel VII, soutenu par le césar Jean Doukas.
L’empereur Michel VII rappelle Nicéphore de son exil alors qu’il a autour de 70 ans. Il est nommé curopalate et stratège du thème des Anatoliques. Le titre de curopalate est un honneur particulier, car il n’est décerné qu’à des membres haut placés de la cour impériale et qui ne sont pas parents de l’empereur, juste en dessous des titres de nobellissime et de césar. La raison du rappel de Nicéphore est sûrement à trouver dans sa grande expérience militaire, son absence de tout lien avec Romain IV et l’importance de plus en plus grande du théâtre oriental, en butte au danger seldjoukide et que Nicéphore a connu quelques années plus tôt. Enfin, étant lui-même originaire de la région des Anatoliques, il a une connaissance certaine de cette province. Par la suite, il est envoyé avec le césar Jean Doukas pour réprimer la sécession de Roussel de Bailleul en 1074, alors que les mercenaires normands ont constitué une principauté ad hoc en Anatolie. Nicéphore tente d’empêcher Jean de s’engager sur le pont de Zompos pour affronter les rebelles, mais le césar n’en tient pas compte et est vaincu par Roussel. Nicéphore, qui commande l'arrière-garde, reste en retrait avant de se replier et les historiens débattent de l’impact de cette décision, dès lors que ces troupes auraient pu venir en soutien de l’armée principale. Il est possible qu'il ait agi par prudence, estimant la victoire impossible face à Roussel de Bailleul, ou bien par désir de fragiliser le pouvoir des Doukas. Quoi qu’il en soit, il rassemble les survivants et se retire dans les Anatoliques et pour Anthony Kaldellis, il s'agit de la dernière expédition impériale à s'enfoncer à l'intérieur de l'Asie Mineure avant la Première Croisade.

## La révolte

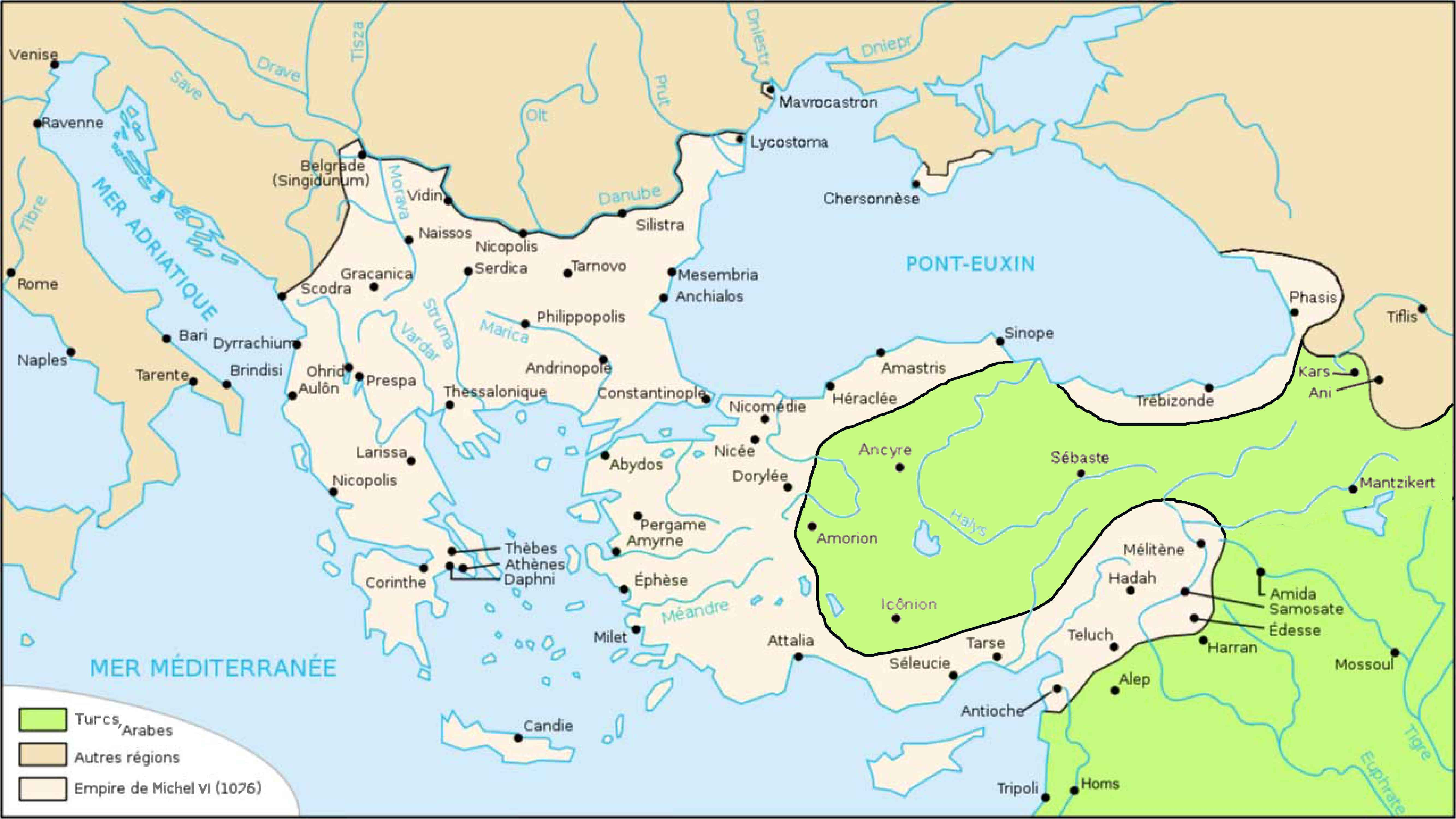
L'Empire à la fin du règne de Michel VII. L'Asie Mineure est alors en butte à l'invasion des Turcs.

Face à la dégradation rapide de la situation impériale, Nicéphore envoie une lettre à Michel VII en 1078, dans laquelle il l’informe de la gravité de la situation en Asie Mineure, en butte aux raids et même à l’installation des Turcs. Michel prend mal ces récriminations et se détourne de Nicéphore, qui se rebelle à son tour alors qu’il est menacé d’emprisonnement. Il se déclare empereur le 2 juillet 1078 et mobilise des troupes locales ainsi que de nombreux mercenaires turcs, autour des Chomatenoi, un corps de troupe des Anatoliques fort de trois cents hommes. Beaucoup de grandes familles d'Asie Mineure se joignent à lui comme les Synadenoi ou les Goudélès, même si certains stratèges de la région préfèrent finalement se consacrer à la défense face aux Turcs plutôt que de viser Constantinople. Dans tous les cas, Jean-Claude Cheynet voit dans ce soulèvement une réaction de l'Anatolie en péril, face à un pouvoir central qu'elle juge trop passif. Michel réagit en envoyant une lettre à Nicéphore dans laquelle il lui rappelle combien il devrait lui être redevable d’avoir été rappelé de son exil, sans résultats. Rapidement, les soutiens s’accumulent autour de Nicéphore, dont la réputation est alors importante, d’autant que la popularité de Michel s’effondre du fait de son autoritarisme. Même des membres de l’élite byzantine se tournent vers Nicéphore qui progresse de plus en plus, en dépit de l’insécurité grandissante en Anatolie en raison de la pénétration turque. Un temps, Michel VII s'allie avec le sultan turc Suleiman ibn Kutulmuch qui est sur le point d'intercepter les rebelles mais Nicéphore noue à son tour une entente avec Suleiman.
En octobre 1078, c’est un autre général, Nicéphore Bryenne l’Ancien, qui déclenche un soulèvement en Europe. Néanmoins, c’est bien Nicéphore Botaniatès qui pénètre en premier à Constantinople. Le succès de Nicéphore s'explique probablement par sa réputation de général mais aussi, peut-être, par son grand âge et l'absence de fils et donc de successeur potentiel, qui lui permet de négocier plus facilement dès lors que l'opportunité de détenir le pouvoir suprême reste ouverte pour d'autres clans influents. Enfin, Constantinople comprend en 1078 un grand nombre de réfugiés d'Asie Mineure, dont des personnalités de premier plan comme le patriarche d'Antioche qui semblent avoir mené une véritable fronde contre le pouvoir de Michel VII, allant jusqu'à ouvrir les portes des prisons et constituer des milices urbaines. Au début de janvier 1078, ils se réunissent dans la basilique Sainte-Sophie pour y proclamer Nicéphore empereur, tandis que ce dernier parvient à faire rentrer des missives dans la capitale pour convaincre les hauts fonctionnaires de se rallier à lui, avec une certaine efficacité. C'est face à cette contestation protéiforme que Michel VII abandonne le pouvoir et qu'Alexis Comnène, son jeune général, finit par prêter allégeance à Nicéphore posté de l'autre côté du Bosphore. Dès son entrée dans la capitale, Nicéphore se fait couronner empereur, contraint Michel Doukas à rentrer dans un monastère et fait castrer ses fils pour qu'ils ne représentent pas une menace à son pouvoir. Il fait aussi torturer à mort son principal ministre, Niképhoritzès, très impopulaire du fait de ses mesures fiscales. Si la révolte de Nicéphore est souvent interprétée comme une énième réaction de l'aristocratie militaire face à l'aristocratie civile constantinopolitaine, cette fois incarnée par Michel VII, Jean-Claude Cheynet souligne l'impact décisif d'une partie des élites de la capitale dans la réussite du soulèvement. Anthony Kaldellis, lui, trace des similitudes entre sa prise de pouvoir et la rébellion d'Isaac Comnène en 1057, qui ne rassemble qu'une force militaire relativement réduite mais bénéficie de soutiens de poids dans la capitale.

## Le règne

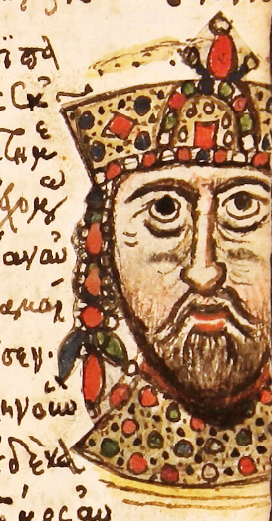
Visage de Nicéphore III tel que figurant dans le Mutinensis gr. 122, manuscrit du XV.

### Un régime instable

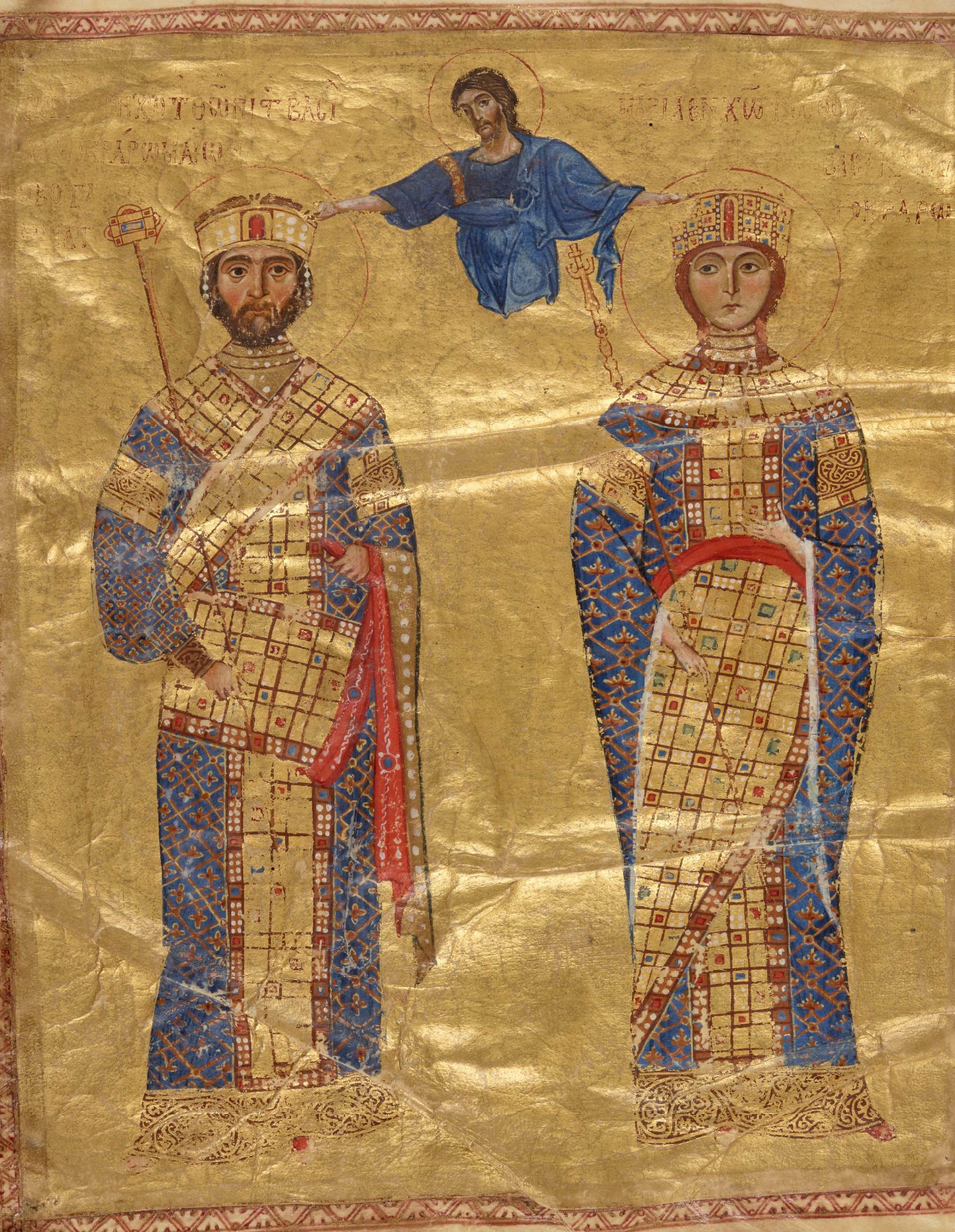
Nicéphore et Marie d'Alanie, BNF, Coislin 79. Tous deux sont revêtus d'un loros.

Une fois sur le trône, Nicéphore III doit d'emblée faire face à la réalité du gouvernement byzantin d'alors. L'instabilité est devenue chronique dans un contexte de féroce compétition entre les différentes familles de l'Empire. Il préserve une certaine continuité en se mariant avec Marie d'Alanie, ce qui s'explique aussi grandement par le désir de l'impératrice de préserver les droits à la couronne de son fils. L'Église désapprouve ce mariage, à tel point que le patriarche Cosmas Ier défroque le prêtre officiant. Nicéphore Bryenne le Jeune indique par ailleurs que Vevdene, la première femme de Nicéphore, aurait été encore vivante tandis que Michel VII, certes détrôné, est encore en vie et donc qu'aucun divorce n'a été prononcé. Nicéphore semble avoir d'ailleurs un temps envisagé d'épouser Eudocie Makrembolitissa pour jouir des faveurs des familles de la Cappadoce mais l'ancienne impératrice reste fidèle à son vœu de ne pas reprendre d'époux et, surtout, le césar Jean Doukas le dissuade de cette option au profit de Marie d'Alanie, moins liée aux familles influentes de l'Empire. Néanmoins, les fils d'Eudocie bénéficient de faveurs importantes de la part du pouvoir impérial. Nicéphore fait aussi en sorte de se concilier les Doukas et les Comnènes. La première famille a périodiquement dominé l'Empire ces dernières années tandis que la deuxième monte en puissance depuis le bref règne d'Isaac Ier entre 1057 et 1059. Les deux frères que sont Isaac et Alexis sont particulièrement influents, d'autant que leur mère Anne Dalassène manœuvre habilement pour favoriser des alliances matrimoniales. Enfin, il s'appuie sur quelques personnages moins illustres, dont les deux domestiques des Scholes, Borile et Germain, qui semblent avoir eu une influence notable sur le gouvernement de Nicéphore.
Au cours de son règne de seulement trois ans, Nicéphore est en butte à plusieurs révoltes jusqu'à celle d'Alexis Ier Comnène qui le renverse et à des luttes de pouvoir continuelles. Plusieurs groupes d'influence semblent coexister dans la capitale : un premier, autour de familles originaires de Phrygie, soutient un neveu méconnu de l'empereur, Nicéphore Synadénos, pour lui succéder ; un deuxième, peu nombreux, soutient Marie d'Alanie et les droits de son fils Constantin Doukas à la couronne ; un troisième gravite autour de la puissante famille des Doukas, désireuse de revenir rapidement à la tête de l'Empire ; un quatrième est le clan des Comnènes qui attend une occasion de grimper au sommet de la hiérarchie impériale.
La première révolte est celle de Nicéphore Bryenne, qui s'est certes soulevé contre Michel VII mais poursuit sa rébellion sous Nicéphore, alors qu'il a atteint Andrinople. Nicéphore tente par deux fois d'obtenir un compromis par l'envoi d'ambassades qui vont jusqu'à lui proposer le titre de césar. Trop vieux pour partir en campagne, il confie au général Alexis Comnène la mission de l'affronter avec succès lors de la bataille de Kalavrya et Nicéphore fait aveugler le rebelle, tout en lui assurant l'amnistie, ainsi qu'à ses partisans, qui pour partie le rejoignent,. La deuxième révolte est à l'instigation de Nicéphore Basilakès, un soutien de Bryenne, qui se soulève à Dyrrachium plus tard en 1078. Il bénéficie alors du soutien des habitants et des élites de l'ouest de l'Empire, inquiets de la progression des Normands. Là encore, Alexis le vainc aisément et il est aveuglé,. En 1079, c'est la garde varangienne qui tente d'assassiner Nicéphore au cours d'une inspection nocturne, probablement pour venger plusieurs des leurs qui auraient été exécutés après avoir tué le frère de Nicéphore Bryenne, Jean. Cependant, l'empereur parvient à en réchapper grâce à l'intervention de ses gardes personnels. Les meneurs de cette conspiration sont envoyés dans des endroits reculés de l'Empire, tandis que d'autres sont amnistiés, mais une telle mutinerie, au sein du palais et de la part d'une unité d'élite, illustre la fragilité du pouvoir de Nicéphore.
Sous Nicéphore, les Pauliciens, un mouvement religieux dualiste, retrouvent une certaine vigueur. Ils ont régulièrement contesté l'autorité impériale et cette fois, c'est un certain Lekas qui se soulève en Bulgarie dès la fin du règne de Michel VII, peut-être à Plovdiv, tandis qu'un Dobromir se soulève à Messembria mais tous deux, qui se sont appuyés sur les raids des Petchénègues, finissent par être soumis grâce à l'intervention d'Alexis Comnène. Ils sont plutôt bien traités par Nicéphore qui leur offre l'amnistie. Dans l'ensemble, leur mouvement ne semble pas avoir revêtu une ampleur menaçante pour l'autorité impériale et il est possible que Michel Attaleiatès surestime les accomplissements de l'empereur.

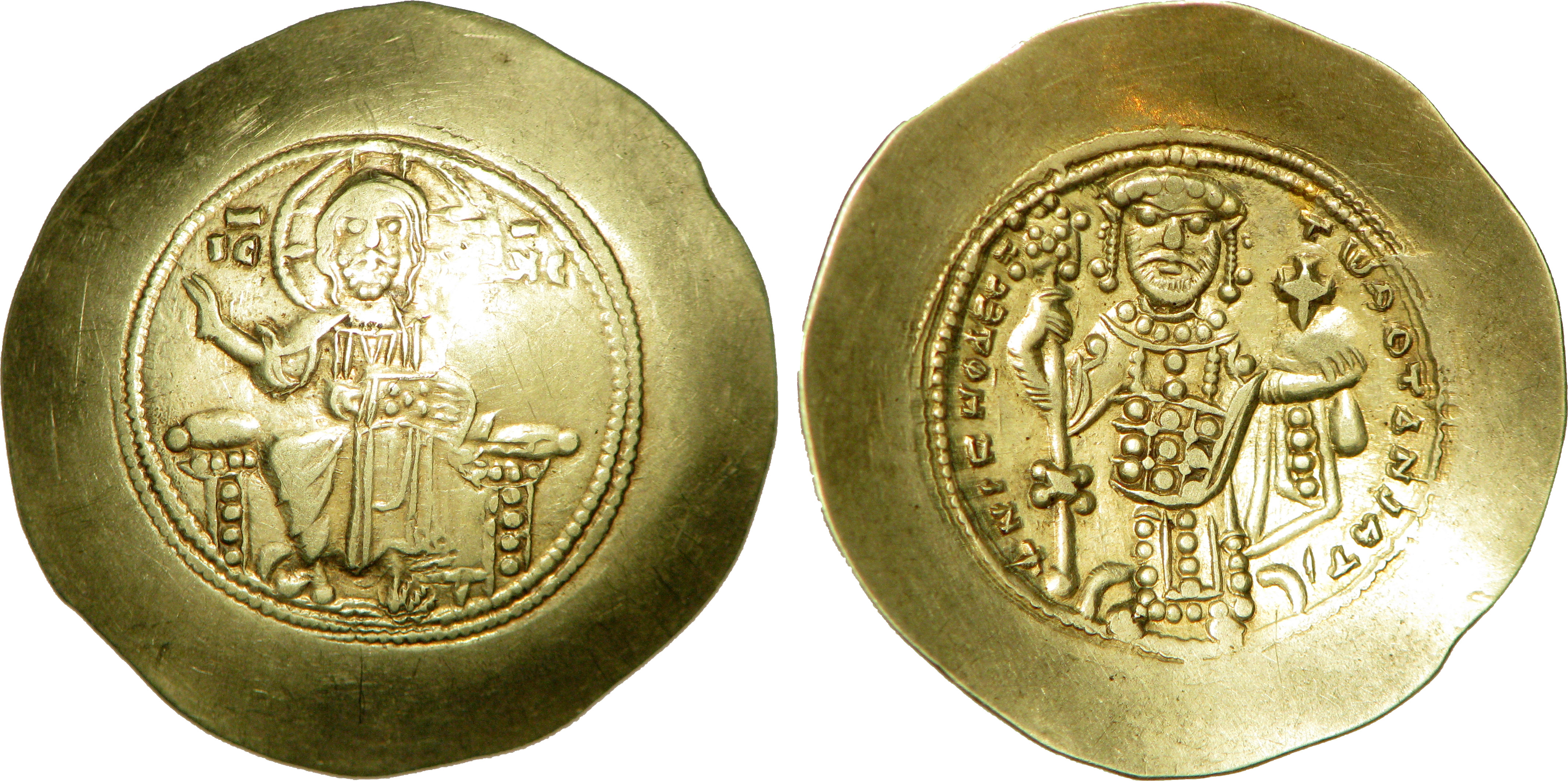
Histamenon nomisma sous Nicéphore III Botaniatès, dont la teinte a blanchi depuis l'époque d'Isaac, du fait des dévaluations successives.

Un autre mouvement de contestation intervient quand Nicéphore rassemble une armée pour combattre les Turcs. Dès qu'elle débarque sur la rive asiatique du Bosphore, Constantin Doukas, le frère de Michel VII, l'incite à se rebeller. Si le gros des troupes reste loyal à l'empereur, s'empare de l'agitateur et le fait tonsurer, l'expédition en reste là,. Peu après, c'est Nicéphore Mélissène qui se révolte et se proclame empereur à Nicée. Grâce à l'appui des Turcs, il s'empare de plusieurs cités en Anatolie occidentale, tandis qu'Alexis Comnène refuse d'aller le combattre. C'est le protovestiaire Jean qui part le combattre mais il est battu,. La situation de l'Empire byzantin est alors catastrophique car en plus de l'écroulement de la souveraineté byzantine en Asie mineure, la situation de sa monnaie est de plus en plus inquiétante. La dévaluation du nomisma, déjà bien entamée, se poursuit sous Nicéphore III. Le nomisma histamenon, pièce d'or principale du système monétaire byzantin, passe de 22,5 carats sous Basile II à 18 carats en 1068 et, surtout, chute à neuf carats sous Nicéphore III (37 % d'or, 44 % d'argent, 8 % de cuivre). Il en est de même pour la monnaie d'argent, le miliarésion, qui passe d'une composition à 95 % de métal fin au début du règne de Michel VII pour s'établir à 44 % sous Nicéphore Botaniatès. C'est d'autant plus remarquable que la monnaie byzantine est jusque-là réputée pour sa grande stabilité. Cette crise financière de grande ampleur fragilise considérablement l'Empire et fait dire à Nicéphore Bryenne : « sous Nicéphore Botaniatès, les dépenses atteignirent plusieurs fois le chiffre des revenus et, au bout de peu temps, pour cette cause, le Trésor fut à sec, le nomisma fut altéré et les rémunérations attachées par l'empereur aux dignités et aux offices furent supprimées ».

### Politique intérieure

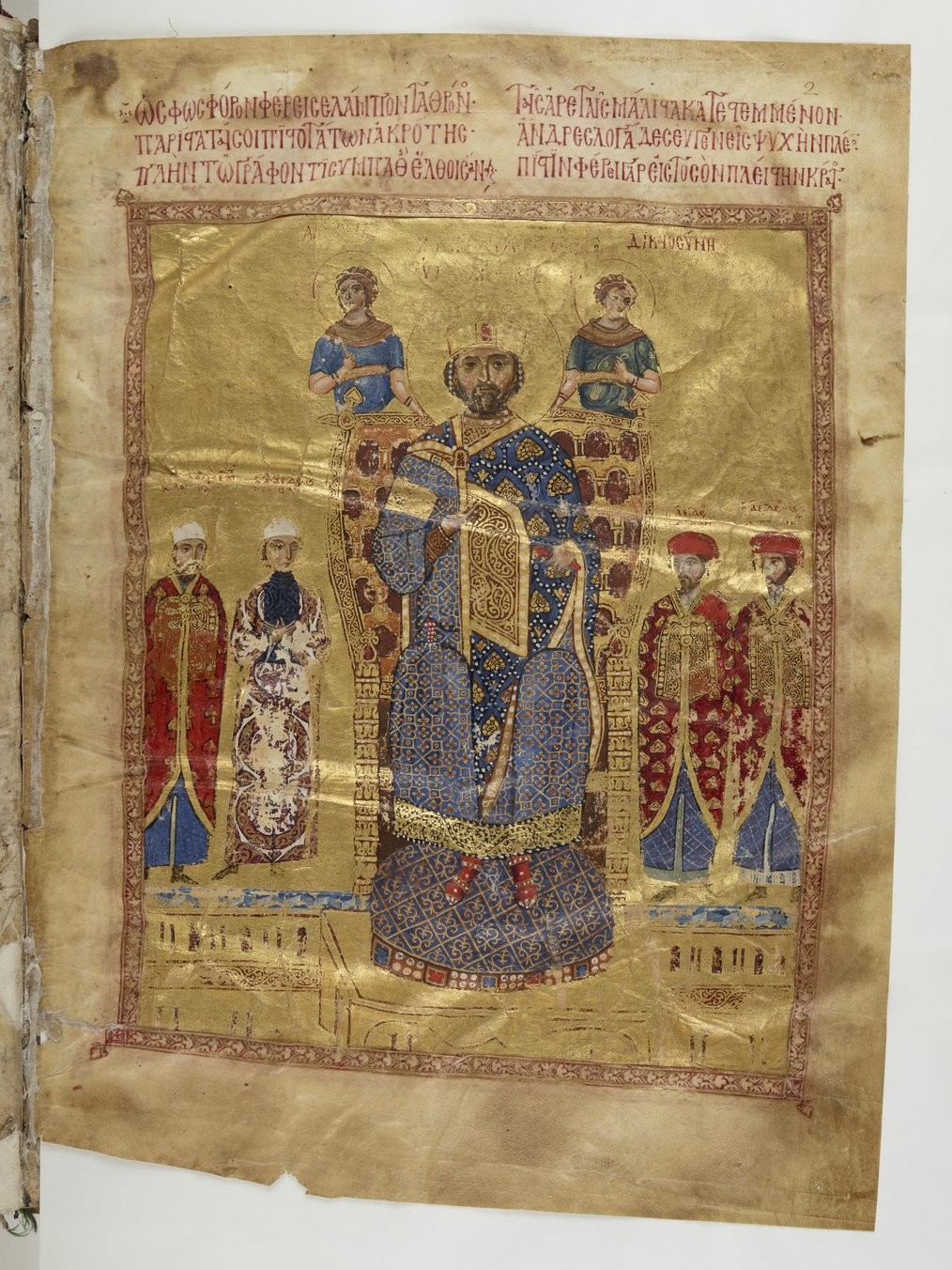
Nicéphore représenté flanqué des incarnations de la Vérité et de la Justice et en compagnie de plusieurs hauts dignitaires. En réalité, un ancien portrait de Michel VII Doukas. BnF Coislin 79,.

À l'inverse de Michel VII, dont le premier ministre Niképhoritzès est connu pour sa politique fiscale rigoureuse, Nicéphore III procède à un grand nombre de libéralités pour se concilier la population, en compensation de son manque de légitimité et de son statut d'usurpateur. Il distribue de larges quantités d'argent à l'armée pour s'assurer de son soutien, ce qui grève dangereusement le budget impérial. Il rend aux églises les ornements en or et en argent réquisitionnés par Michel VII pour financer ses luttes contre les différents rebelles, dont Nicéphore. Pour se concilier le Sénat byzantin, il l'associe dans son activité législative. Toute cette activité témoigne, selon Michael Angold, d'une générosité excessive. Il est difficile de connaître l'efficacité exacte de cette politique, étant donné le grand nombre de soulèvements contre Nicéphore, mais il est certain que celui-ci tente tout ce qu'il peut pour éviter les trahisons qui sont devenues monnaie courante dans le jeu politique byzantin. Il confère ainsi des titres importants à un grand nombre de dignitaires, alors même que la crise monétaire empêche de plus en plus le gouvernement impérial de payer la roga (rente) associée à ces titres et fonctions, qui perdent de leur valeur. Dans l'ensemble, l'action de Nicéphore vise donc surtout à préserver son pouvoir plutôt qu'à défendre un Empire menacé de toutes parts.
Nicéphore semble aussi avoir révoqué plusieurs mesures prises par Michel VII, là encore pour accroître sa légitimité et sa popularité dans la capitale, qui l'a soutenu. Il restaure les droits des propriétaires de petites jetées situées autour de Constantinople et les autorise à utiliser ces sortes de ports, appelés skalai, que le gouvernement de son prédécesseur a en quelque sorte nationalisés pour accroître les revenus fiscaux,. Attaleiatès rapporte que Nicéphore est fréquemment présent lors des célébrations tenues dans la capitale et en profite pour donner des cadeaux à ses sujets. Il est aussi attentif à préserver les susceptibilités des anciennes familles régnantes. Ainsi, il permet à Eudocie Makrembolitissa de sortir de son exil monastique et de vivre parmi sa famille. Enfin, l'affaire de la succession est rapidement prioritaire, dès lors que l'empereur est veuf, âgé et sans fils.
Nicéphore s'intéresse aussi aux questions judiciaires, puisqu'il préside plusieurs séances de tribunaux et prend plusieurs décisions, comme celle d'étendre à trente jours le délai entre un jugement et son exécution, pour favoriser la découverte de preuves qui disculperaient le coupable. Selon Michel Attaleiatès, cette évolution vise à réduire les exécutions sommaires et les erreurs de jugement. Il accroît aussi la protection des individus qui sont au service de l'empereur et de ses biens et qui ont souvent à craindre des confiscations voire des exils en cas de changement de souverain. En effet, un nouvel arrivant sur le trône a souvent tendance à récompenser ses soutiens par des redistributions de richesse. Du fait de la multiplication des coups d'État, cette fonction est de moins en moins séduisante et l'entourage de l'empereur se trouve parfois dépourvu de personnes de valeur. Désormais, ils jouissent des mêmes règles que les serviteurs des particuliers,.

### Politique étrangère

En vert, les territoires contrôlés par les Seldjoukides au tournant de l'année 1080. Seules quelques zones éparses, dont la région d'Antioche, sont encore détenues par des représentants de l'Empire byzantin.

Face aux Turcs, Nicéphore III est impuissant alors même que sa révolte est initialement motivée par la volonté de mieux défendre l'Anatolie, devenue le lieu d'implantation du sultanat de Roum à partir de 1077. De façon significative, la cité de Chrysopolis, en face de Constantinople sur la rive asiatique du Bosphore, est mise à sac par les Turcs dès les premiers jours de son règne, attestant de la profondeur des raids des Turcs. Lui-même a eu recours à des mercenaires turcs pour prendre le pouvoir, facilitant d'autant leur installation sur les terres impériales. Sa seule tentative d'attaque a donné lieu à la révolte de Constantin Doukas et n'a eu aucun effet bénéfique. En 1078, l'Asie Mineure, cœur historique de l'Empire, est donc en proie à l'anarchie et seuls quelques seigneurs locaux parviennent tant bien que mal à préserver les populations locales des raids des Turcs. C'est le cas de Philarète Brachamios qui est devenu de facto maître d'une principauté autour d'Antioche, coupée du reste de l'Empire et qui bénéficie des services de 8 000 mercenaires normands dirigés par Raimbaud. Si Philarète entretient une relation délétère avec Michel VII, Nicéphore III tente de le ramener dans le giron impérial en lui offrant les titres de Domestique de l'Orient et de dux d'Antioche. En apparence, c'est une réussite et Philarète se soumet nominalement mais dans les faits, il agit toujours en prince quasi-indépendant et, à certains égards, sa principauté éphémère pose les bases du futur royaume arménien de Cilicie avec le déplacement progressif des Arméniens vers le sud. Pour autant, il faut se garder d'y voir un mouvement sécessionniste mais plus un éloignement de fait avec l'Empire. Aux côtés de Philarète, Basile Apokapès est mentionné comme dux d'Édesse, rétabli dans cette fonction par Nicéphore III, ce qui entretient l'illusion d'une frontière orientale toujours solide, alors qu'elle est en perdition.
Ailleurs en Asie Mineure, les cités se rendent les unes après les autres et le soulèvement de Nicéphore Mélissène aggrave la situation car à chaque cité qu'il rallie à sa cause, il y laisse une garnison principalement composée de mercenaires turcs qui deviennent rapidement de nouveaux occupants et agissent pour le compte du sultanat de Roum. Ce phénomène, Nicéphore III a lui-même contribué à l'alimenter par son alliance avec Suleiman lors de sa propre rébellion. C'est sûrement à l'occasion de ces deux rébellions que la plupart des grandes cités d'Asie Mineure, dont Nicée ou Smyrne, tombent entre les mains des Turcs. En définitive, cet usage immodéré des mercenaires turcs témoigne de l'effondrement de l'appareil militaire byzantin dans toute la péninsule anatolienne, puisqu'elle ne semble plus compter de troupes byzantines significatives.
Dans les Balkans, l'Empire byzantin est en butte à la menace récurrente des Petchénègues qui lancent régulièrement des raids dévastateurs au sud du Danube et s'appuient sur les Pauliciens. Nicéphore envoie Alexis Comnène les repousser en 1079-1080.
Dans l'ouest, la menace est différente mais tout aussi, sinon plus, périlleuse. Face aux Turcs, Constantinople jouit de la défense naturelle du Bosphore, infranchissable pour ces envahisseurs qui n'ont pas encore de marine solide. En revanche, en Occident, les Normands qui se sont installés dans la désormais ancienne Italie byzantine maîtrisent la guerre navale. Robert Guiscard voit dans les troubles byzantins une occasion de débarquer dans la péninsule balkanique pour tenter d'assaillir et de prendre Constantinople. Il prend le prétexte de la déposition de Michel VII, dont le fils Constantin est fiancé à sa fille Hélène pour préparer une expédition contre l'Empire. Il s'appuie même sur un personnage qui prétend être l'empereur Michel pour donner une dimension supplémentaire à son intervention. S'il envoie un ambassadeur dénommé Raoul auprès de Nicéphore pour obtenir réparation du tort causé à sa fille, il n'en ressort avec aucun résultat. Cette menace grandissante, qui explique la révolte de Nicéphore Basilakios, est alors la plus directe pour l'existence de l'Empire. Quand Nicéphore cède le pouvoir, les Normands sont sur le point de débarquer dans les Balkans.

## La chute

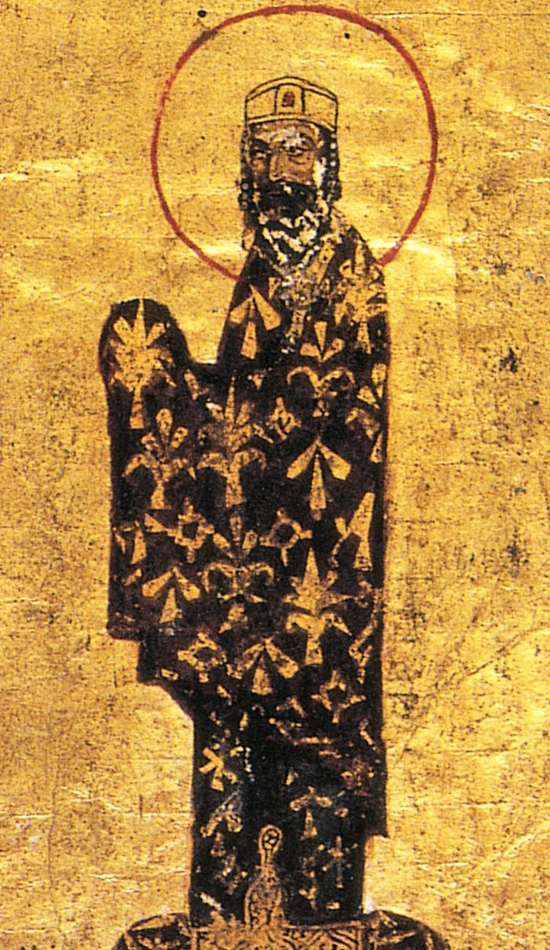
Alexis Ier Comnène, détail d'une miniature d'un manuscrit de la Panoplie dogmatique d'Euthyme Zigabène, XIIe siècle, Bibliothèque apostolique vaticane, Vat.gr.666, f.2r.

La multiplication de soulèvements finit par avoir raison de Nicéphore III. En 1081, Alexis se détourne de lui avec son frère Isaac. Devenus alliés de Marie d'Alanie qui va jusqu'à adopter Alexis, ils lui assurent vouloir préserver les droits au trône de son fils Constantin Doukas et commencent à conspirer. Surtout, Nicéphore III finit par désigner son neveu Nicéphore Synadénos comme successeur, ce qui lui aliène définitivement son épouse et le clan des Doukas. Les frères Comnènes sont rapidement soupçonnés par des proches de l'empereur (Borile et Germain) et Nicéphore semble avoir été sur le point de les arrêter. Les deux frères, informés par des partisans de Marie, s'enfuient de la capitale le 14 février. Juste avant, ils s'assurent de l'appui de deux généraux : Grégoire Pakourianos et Constantin Humbertopoulos. Nicéphore réagit en s'emparant de la famille des Comnènes, réfugiée dans un monastère alors que Isaac et Alexis rassemblent une armée aux portes de la capitale. C'est Alexis qui devient le candidat au trône, probablement grâce au soutien décisif des Doukas du fait de son union avec une des leurs. Le césar Jean Doukas et Georges Paléologue deviennent les partisans les plus influents des conjurés et leur permettent de disposer d'une armée importante. Dans Constantinople, Nicéphore Botaniatès a encore à sa disposition plusieurs corps de troupes, comme la garde varangienne, les Chomatenoi ou les Immortels, suffisants pour lui permettre de défendre les solides murailles de la ville. En revanche, l'armée d'Orient, ou ce qu'il en reste, continue de soutenir Nicéphore Mélissène. L'empereur envisage d'ailleurs un temps de lui céder le pouvoir mais ses messagers sont interceptés par des partisans d'Alexis. Finalement, le 1er avril 1081, des mercenaires allemands trahissent la cause de Nicéphore et ouvrent la porte aux soldats d'Alexis Comnène qui mettent à sac une partie de la ville. C'est la fin du règne pour Nicéphore. Si Nicéphore Paléologue est prêt à combattre les Comnènes, l'empereur est convaincu d'abdiquer par le patriarche Cosmas avant d'être exilé dans le monastère Sainte-Marie Péribleptos, qu'il a d'ailleurs fait rénover, où il meurt le 10 décembre 1081,,.

## Historiographie
Au-delà des sources contemporaines qui varient dans leur appréciation du règne de Nicéphore III, les historiens modernes retiennent souvent l'idée d'un général compétent, réputé mais dépassé par l'ampleur des défis d'un Empire en plein délitement. Michael Angold en parle comme d'un « vieux héros mais incapable de maîtriser des circonstances qui sont en train d'échapper à tout contrôle », sûrement trop âgé au regard des efforts que nécessitent l'état de l'Empire,. Alors même qu'il se pose en représentant de la partie asiatique de l'Empire, son alliance avec les Turcs contribue à affaiblir encore plus la présence byzantine en Anatolie. Élisabeth Malamut le décrit comme « un empereur médiocre » dont « le règne est la dernière étape de la dissolution de l'Empire, pendant laquelle révoltes et guerres civiles se succédèrent », une analyse très proche de celle de Georg Ostrogorsky. Anthony Kaldellis, qui souligne que ses exploits militaires n'interviennent qu'à l'occasion de défaites, rappelle qu'aucun empereur n'a hérité d'une situation aussi désastreuse depuis les débuts de l'Empire romain. En définitive, sa chute en 1081, concomitante de l'ascension d'Alexis Ier marque un tournant. L'Empire sort d'une longue période de guerres civiles et de crises internes qui ont ouvert la voie à des invasions sur tous les fronts et des pertes territoriales de grande ampleur. Sous la conduite de la dynastie des Comnènes, l'Empire va retrouver pour un temps son influence dans le jeu méditerranéen et moyen-oriental, sans pour autant revenir aux frontières de 1025.